# Strange Days (album)
Strange days is het tweede studiolbum van de Amerikaanse rockband The Doors. Dit album is uitgebracht op 25 september 1967 door Elektra Records. De plaat behaalde een derde plaats in de Amerikaanse Billboard 200 en werd beloond met een platina album (een miljoen albums verkocht). In 2012 stond Strange days op # 409 op de 500 Greatest albums aller tijden van het tijdschrift Rolling Stone.  

Dit album werd opgenomen tussen mei en augustus 1967 bij Sunset Sound Recorders in Hollywood. In die studio is ook het debuutalbum The Doors opgenomen, dat is eveneens geproduceerd door Paul Rotchild. Experimentele geluiden en bijzondere instrumenten speelden een belangrijke rol in deze muziek. De band werd sterk beïnvloed door andere experimentele bands in de periode rond 1967 zoals The Beatles, Jimi Hendrix en Pink Floyd.  Strange days was een van de eerste rockalbums waarop de een sythesizer gebruikt werd. 
Omdat de band geen vaste bassist had, werd de basgitaar op dit album gespeeld door de jazzrock basgitarist Douglass Lubahm. Op de albumhoes staat een groep straatartiesten op Sniffen Court, een woonstraat in New York. 

## Tracklist
Kant één
1. "Strange Days" (3:05)
2. "You're Lost Little Girl" (3:01)
3. "Love Me Two Times" (3:23)
4. "Unhappy Girl" (2:00)
5. "Horse Latitudes" (1:30)
6. "Moonlight Drive" (3:00)

Kant twee
1. "People Are Strange" (2:10)
2. "My Eyes Have Seen You" (2:22)
3. "I Can't See Your Face In My Mind" (3:18)
4. "When the Music's Over" (11:00)

Alle nummers werden geschreven door The Doors. Als singles werden uitgebracht:
- "People Are Strange"/"Unhappy Girl" (september 1967)
- "Love Me Two Times"/"Moonlight Drive" (november 1967)

## Muzikanten

### The Doors
- Jim Morrison – zang, percussie, synthesizer op "Strange Days"
- Ray Manzarek – keyboards, orgel, piano, marimba, klavecimbel
- Robby Krieger – gitaar
- John Densmore – drumstel

### Toegevoegde muzikant
- Douglas Lubahn – basgitaar

Jim Morrison · Robby Krieger · Ray Manzarek · John Densmore